# Skinhead

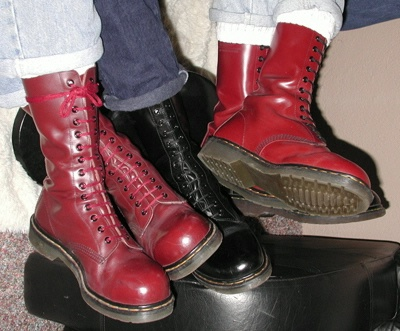
Těžké boty, symbol skinheadů

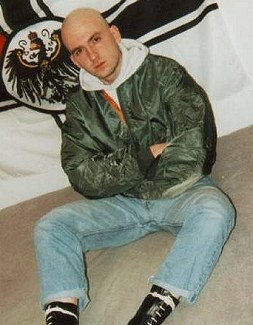
Německý neonacistický skinhead

Skinheads je označení pro subkulturu nebo skupinu lidí vyznávající a praktikující určitý životní styl a směr, jehož kořeny sahají až na Jamajku do 50. let 20. století.
Jamajští přistěhovalci se vlivem nezaměstnanosti přesouvali do Velké Británie, kde se společně s britskou dělnickou třídou střetávali v tzv. tančírnách. Jamajčani společně s britskou pracující třídou se tak začali formovat v první předchůdce skinheads. Tito příslušníci neměli žádné politické cíle, jednalo se spíše o návštěvníky koncertů, kteří se snažili odlišit od bohaté části populace. Skinheads v počátku nebyli nijak politicky orientovaní, avšak v pozdějším vývoji subkultury se objevují dnes známé odnože jakož např. neonacisté nebo levicově orientovaní RASH skins.
Typickým poznávacím znakem se stala vyholená hlava a oblečení, které se skládá z tzv. „těžkých“ bot (např. značky Dr. Martens, nebo Steel Boots), případně pracovních bot s okovanou špičkou, jaké nosili dělníci v docích, vojenské letecké bundy (tzv. „bombery“) nebo tzv. Harringtony, džíny a kšandy přes košile či polokošile značky Ben Sherman nebo Fred Perry.
V Československu se skinheads začínají výrazněji projevovat až po roce 1989. Subkultura skinheads se formovala hlavně na koncertech skinheadské kapely Orlík na přelomu 80.–90. let 20. století.

## Historie skinheads

### Počátky
První skinheads nebyli rasisty, právě naopak – byli proti rasismu.
V padesátých letech se poprvé v poválečné Velké Británii objevil odlišný styl či kultura mladých lidí. V té době přijala část pracující mládeže za svou uniformu dlouhé „edvardovské“ pláště a úzké kalhoty. Byli známí jako Teddy Boys. Byli oddaní rock and rollu, podivně učesaní s patkami a esíčky pečlivě napomádovanými na čele. Chovali se jako skupina oddělená od konvenčního života.

### Mods (1962–1967)
Na počátku šedesátých let byli Teds nahrazeni tzv. Mods (známí také jako Modernisté). Jejich styl se vyznačoval hlavně krátkými vlasy a drahým oblečením (obleky atd.). Holdovali soulové hudbě a jízdě na skútrech. Jejich nepřáteli se stali příslušníci rockové subkultury. V polovině 60. let však odešla většina mods k hippies, a zbylí drsnější mods vytvořili na konci 60. let tzv. Hard Mods.

### Rude boys (1960–1970)
Jelikož v Británii narůstá počet přistěhovalců z bývalých britských kolonií, část mladých přistěhovalců založila skupinu zvanou Rudeboys. Řada mladých Jamajčanů kopírovala odívání gangsterů. Rozšířili se mezi mladými imigranty z Antil v Anglii. Spolu s mods se rychle stali modelem pro první skinheady. Pro Rude boys bylo charakteristické oblečení filmových gangsterů, hrubá mluva spodiny, neúcta k autoritám a k zažitým pravidlům. Mods měli před Rude boys respekt a líbil se jim jejich styl života.

### Hard Mods
Uhlazený vzhled vyměnili za džíny, kostkované košile a těžké pracovní boty (např. Dr. Martens), oblečení pracující třídy. Kromě soulové hudby se u nich stalo populární reggae a ska. Bylo to úplně přirozené, protože mezi jejich čtvrtěmi a ve svých ulicích potkávali jamajské a antilské imigranty, a ještě častěji Rude boys. Z tohoto multirasového a multikulturního prolnutí, odmítnutí kompromisu s buržoazií a ztotožnění se s pracující třídou se zrodila nová subkultura – skinheads.

### Skinheads (1967–1971)
Výsledkem setkání anglických Hard Mods a jamajských Rude boys byl vznik skinheads. Tento kult vycházel především z předchozích uskupení, jakými byli Teddy Boys, Mods či Rudies (černá mládež z Jamajky), mládeže, která už měla dost neuhlazené módy hippies a politikaření okolního světa. Subkultura skinheads byla svou podstatou antirasistická. Apolitická byla do té míry, že pohrdali parlamentní politikou. Přesto si byli vědomi svého původu a považovali se za členy dělnické třídy. Dodnes se to projevuje v písních skinheadských kapel, ve kterých oslavují „working class“. Mezi skinheady byli jak běloši, tak i příslušníci jiných etnik. Poslouchali reggae či stylově spřízněný styl ska – totiž hudbu, která svými kořeny sahala až ke břehům vzdálené Jamajky (např. Daylight Inn, Three Tuns, Lord Palmerstone). Nosili těžké pracovní boty, seprané levisky a košile značky Ben Sherman. Od většinové společnosti se tedy odlišovali nošením pracovních oděvů. Stavěli se proti tzv. měšťáctví, konformismu, hippies a dětem z bohatých rodin. Byli hrdí na to, že jsou dělníky, měli sklony k patriotismu, distancovali se od drog. Už jen vzhledově dávali svůj odpor k hippies najevo krátkými sestřihy vlasů. Oblíbeným povyražením se stal také fotbal. Bylo cílem ukázat naprosto fanatickou oddanost svému klubu. Četné byly bitky na stadionech a okolí, ty daly posléze vzniknout subkultuře Hooligans.
Skinheads začali častěji páchat drobné výtržnosti a dostávat se do konfliktů s policií. Mezi jednotlivými „gangy“ skinhedů docházelo k rozřazování „revírů“ spojené s pouličními bitkami. Některé skinheadské gangy napadaly i studenty, homosexuály a, kvůli obavě o práci, také imigranty, zejména muslimské Pákistánce. Útoku na Pákistánce se účastnili i černí potomci přistěhovalců z Jamajky. Byl to projev xenofobie a sociální frustrace, nikoli ale rasismu.[zdroj?] Na počátku 70. let opadává první vlna skinheads, na ulicích v letech 1972–1976 nejsou skinheads v podstatě vidět.

### Suedeheads (1970–1973)
Koncem roku 1969 se u skinheads změnil účes, vlasy povyrostly na více než 5 cm, avšak musely být pečlivě upraveny s pěšinkou na jedné straně. S tím také souvisela krátkodobá změna názvu popkultury na Suedeheads. Oblečení bylo elegantnější. Tito „elegáni“ však během roku 1972 téměř vymizeli spolu s celou subkulturou.

### Smoothies (1971–1974)
S doznívající subkulturou skinheads byli na scéně i Smoothies, kteří měli vlasy ještě o něco delší než Suedeheads, nicméně měli stejnou zálibu ve fotbalu a černé muzice. Rovněž adoptovali Glam rock.

### Bootboys (1972–1977)
Styl ulice Boothboys byl spojen zejména se Suedeheads a Smoothies a zůstává velmi častý až do příchodu punku, hlavně mimo město. Jedná se o vizáž, kterou můžeme najít ve filmu Mechanický pomeranč od Stanleyho Kubricka. Boothboys byli fanoušci fotbalu a vyskytovali se hlavně v okolí stadiónů.

### Návrat Skinheads (1977 až dodnes)
V roce 1976 byla Velká Británie v krizi a to přineslo nemalé sociální problémy. V této situaci vzniká punk, který byl neodmyslitelně spojený s punkovou muzikou, chaosem a rvačkami. S touto punkovou vlnou se znovu objevují polozapomenutí Skinheads, kterých je sice nyní více, nicméně se už všichni nechovají tak nepoliticky, někteří skinheadi se dávají na pravicové myšlení. Noví skins při svém návratu zachovali nejextrémnější prvky starého stylu a ještě je rozšířili. Hlavy byly ostříhány dohola nebo krátké vlasy obarveny. Někdy byl ve vlasech vybarven nápis Union Jack apod. Vrátily se vysoké boty a šle. Nenosily se obleky, objevilo se různé tetování, i na obličeji. Skinheads vzbuzovali dojem uniformované armády, kde útok na jednotlivce má za následek násilnou odpověď od ostatních. Skins, kteří podporovali Teds, byli tradicionalisté. Obnovili se téměř přesně jako bývali původní skins s jejich elegancí, elitou pracující třídy a jejich postoji. Tito lidé pronásledovali plastic punky (zkomercionalizované forma punks), jako by byli hippies střední třídy před deseti lety. V Londýně byly hospody, jejíchž klientela sestávala z původních skins ve věku nad 25 let, a ve kterých nikdo z nových skinů nebyl tolerován. Muzika se posunula od ska k Oi! punku, tvrdé hudbě s texty výrazně protestující proti všemu (např. 4-Skins, The Last Resort). Některé skupiny (jako Sham 69 nebo The Business) se více radikalizovaly co se týče třídních pozic a vyjádření pracující třídy. Koncem 70. a začátkem 80. let nastal opět návrat Ska s hudebním stylem 2-tone (jako Specials, Bad Manners nebo Madness). Tento nový rozkvět umožňoval skinheadům odvolávat se na kořeny a původ subkultury, symbolizovaný černobílou šachovnicí ska symbolizující antirasismus a jednotu.

### Tradicionálové (Trojans) (1978 až dodnes)
Principialně souvisí se zjevením 2-tone Ska. Subkultura se vrátila mezi své kořeny jako reakce na šíření neonacismu. V Evropě nebyli tak známí jako ve Velké Británii. Snaží se svojí hudbou a svými časopisy udržet klasický kult Skinheads. O fašistech říkají, že jim ukradli jejich kult a jméno, ale pro lidi, kteří se o tyto věci nezajímají, je těžké rozlišit a pochopit smysl a myšlenku Skinheads. Samozřejmostí je antirasistický a apolitický postoj. Oblékají se hlavně do sportovních značek typu Lonsdale, Ben Sherman či Fred Perry a poslouchají tradiční Ska a zejména skinhead reggae. Zastávají stálé partnerské vztahy, dobrou práci a odpor k drogám s výjimkou alkoholu.

### Oi! Skins (1980 až dodnes)
V roce 1980 se začíná několik rockových kapel vracet k formě hospodských popěvků, tzv. Oi! (Oi! je hudba protirasistického stylu, která vznikla kolem roku 1980 a vychází z punk rocku, u zrodu stály Cockney Rejects se svým songem Oi! Oi! Oi!, podle kterého dostal celý styl jméno). Tato hudba spojovala street punkery a skinheady. Oi! byl i pozdrav mezi členy pracující třídy v Anglii). V současné době jsou Oi! scéna a 2-tone scéna často provázané. (Oi = odpočítávání před písní na Reggae a Ska scéně, postupně vžitý jako pozdrav mezi dělníky v Londýně). Většina této subkultury je nerasistická, ale objevují se i skinheadi s nacionalistickým smýšlením, vlastenectvím. Některé kapely, např. Orlík, hrály i rasistické písně (Bílá liga). Oblečením jsou typické těžké boty, zkrácené džíny, polokošile, kšandy a harringtony. Značkami oblečení této kultury jsou Pit bull, Lonsdale, Everlast, Troublemaker, Ben Lee, Fred Perry, Hooligan…

### White power skinhead (1978 až dodnes)
Jde o neonacistickou odnož Oi! scény, která vznikla v 70. letech 20. století, kdy anglická národně-socialistická strana Národní fronta využila bouřící se dělnickou mládež jako úderné jednotky v pouličních bitkách. Prvotním impulzem k tomuto vydělení od apolitického proudu skinheads byla zejména zvyšující se nezaměstnanost, za kterou byli, zčásti oprávněně, viděni přistěhovalci z bývalých britských kolonií. Nezanedbatelný vliv na radikalizaci části skinheadů měla i špatná bytová situace. Přistěhovalci byli zvýhodněnou skupinou pro přidělování nových bytů, což vyvolávalo napětí, postupně ústící v projevy nenávisti vůči nim.
Národní fronta a její společníci se samozřejmě pokoušela úplně obsadit tuto scénu, ve které se nacházela vykořisťovaná mládež mající chuť reagovat, ale bez pravého svědomí a politické kultury.
Skinheads začali pomalu směřovat k politickému myšlení a jeden z hlavních aktérů této přeměny byl Ian Stuart Donaldson. V roce 1977 založil Donaldson kapelu Skrewdriver a o devět let později v roce 1989 se Donaldsonova politická stranička přejmenovala na Blood & Honour club. Skupiny v čele se Skrewdriverem s texty o rytířích, vikinzích, cti apod. začínají tvořit White power music, později si vytvořili vlastní hudební styl – RAC (Rock Against Communism = Rock proti komunismu).
S vlnou nacionalistických názorů stoupá počet kriminality a násilných útoků proti přistěhovalcům černé pleti. „Ultrapravičáci“ na sebe stahují pozornost médií a lidé začínají odsuzovat skinheads. Od těchto lidí se distancují stále nepolitičtí skinheads. Vzniká celoevropské společenství postavené na propojení neonacismu s neofašismem. V roce 1981 se tento proud dostal do Ameriky, kde už měl rasizmus již dost silné kořeny. Zde byli skinheads považováni za nástupce Ku-Klux-Klanu i přes represivní pokusy amerických policejních složek se Spojené státy dostaly do pozice jedné z tradičních bašt této organizace. Američtí WP Skinheads byli zúčastněni na akcích Hammer Skins, American nazi party nebo White aryan resistance. Skinheadům kteří smýšleli rasisticky nebo xenofóbně (tj. nedůvěra, odpor k zevnějšku v tomto případě přistěhovalců) se říká Boneheads (ve slangovém překladu: hlupák, tupec).
V první polovině 80. let se tento proud dostal i do Evropy, zejména do Německa a Itálie. V tomto momentu již lze o WP skinheads mluvit jako o hnutí nikoliv pouze o subkultuře. Toto hnutí je většinově neonacistické s čímž také souvisí používání nacistické terminologie a znaků. Při spojení Evropských neonacistů sehrála velkou roli organizace Blood & Honour. Jedním z hlavních úkolů se stalo zpochybňování nacistických válečných zločinů a propagace pohlavárů Třetí říše. Skinheadské značky (Fred Perry, Lonsdale, Pitt Bull, Ben Sherman…) začínají nahrazovat přímo neonacistické (Thor Steinar, Grassel…)

### S.H.A.R.P. (1986 až dodnes)
Jako reakce na rozmach rasismu a xenofóbního myšlení mezi skinheads vznikli v roce 1986 v americkém New Yorku S.H.A.R.P. (SkinHeads Against Racial Prejudice – Skinheadi proti rasovým předsudkům). Sharps zaznamenali velký, rychlý přírůstek a začínají vytvářet protiklad WP Skins. Jde ale spíše o vyjádření antipatií vůči neonacistům z řad skinheads, nežli o hlouběji organizovanou strukturu na rozdíl od WP skinheads. V hlubinách této skupiny se projevuje nezbytnost radikálního politického angažování a opravdová sociální a ekonomická transformace, a né pouhé vyprávění o dobře udržovaném antirasismu a principu.
Sharps vyvolávají bitky s WP Skins, které docházejí až do extrému – použití střelných zbraní. Vzniklo mnoho nových kapel – např. Warzone a Agnostic Front. Jsou ostře zaměřeni proti fašismu, uvažují politicky a chodí samozřejmě stylově oblečeni. Myšlenka protirasistických skinheads brzy přešla i do Evropy, a to do Anglie přes zpěváka antifašistické Oi! kapely The Opressed. Vznikaly různé kapely, vydavatelství hudby a časopisy (zvané fanziny – např. Rytíř,). Často navazují vztahy i s anarchisty či redskiny. Svými postoji se blíží k tradičním skinheadům. Jsou proti útisku menšin a zastávají myšlenku „Punk & Skins United“, kvůli vzájemnému nepřátelství mezi neonacistickými skinheads a příznivci punku. Sharps jsou v České republice aktivní od roku 1989. U nás se k SHARP hlásí např. RozpoR, Green Smatroll, Last Strike nebo The Protest. Ostře se proti rasismu a sociálním problémům vyčleňuje i kapela The Chancers.

### Redskins / R.A.S.H. / Red and Anarchist Skinheads (1978 až dodnes)

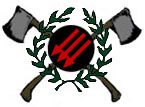
Logo Red and Anarchist Skinheads

Kořeny RASH a redskins lze hledat již na konci 60. let v politických a sociálně kritických reggae skladbách, které byly populární mezi tehdejšími skinheady. (Např. Israelities od Desmonda Dekkera, Pressure Drop od Toots & the Maytals nebo People's Decision od Derricka Morgana.) Tito levicově a antifašisticky orientovaní skinheadi se začali objevovat v Anglii koncem 70. let. Z počátku se jim říkalo redskins. Vytvořili politický protipól neonacistickým skinheads. Počátkem 80. let vzniká ve Velké Británii první levicová skinheadská kapela s příznačným názvem Red Skins. Tato skupina na rozdíl od jiných oi–punkových kapel hrála směs Northern soulu a Rocku, právě kolem kapel jako byli Redskins a Red London se začali tito levicoví skinheads sdružovat, navíc v duchu kapely Redskins vznikly i další kapely nejen inspirované po hudební stránce ale i politické např. The Burial, Skin Deep, Red Alert, Red London. Za levicovou kapelu by se ještě dali považovat britští Angelic Upstarts. Postupem času ale začali vznikat R.A.S.H kapely které hrají oi-punk ačkoliv se v něm objevují i politické texty. V Československu se první redskins začali vyskytovat v raných 90. letech, nicméně jejich počet v Česku a na Slovensku je zanedbatelný, téměř minimální. Mezi dnešní redskins kapely se řadí Stage Bottles, Non Servium, Brigadir, Redska, Skalariak, Brigada Fee Mows, Los Fastidios i když ti se dají považovat částečně také za S.H.A.R.P., Banda Bassoti, Ya Basta, Oi The Arrase, Opcio-k-95, Oi! Se Arma, Full Time Skins, S-Molest. 

### Skunks (1978 až dodnes)
Sorta hybridů mezi punks a skins. Nacházejí se dnes často kolem hardcorové scény.

## Skinheadská hudba
Skinhedská subkultura je spojena s hudebními žánry soul, ska, rocksteady a reggae. Čistě skinheadským stylem je Oi!. Významnými styly, které ovlivnily skinheadskou muziku jsou punk, hardcore a glam rock (glam rockové kapely začátku 70. let: The Jook, Fresh, Iron Virgin a „chvilkoví skinheads“ Slade). Na popularitě (od 90. let) získává u skinheads black metal.
V Československu se vlastenecké skinheadské kapely začínají výrazněji projevovat až po roce 1989, většinou disponovaly rasistickými texty. Šlo o skupiny Orlík,  Braník, Buldok, Reichenberg, Agrese 95, Conflict 88, My ai 90, Apartheid, Ragnarok, Vlajka, Hubert Macháně, Patria, Hlas Krve, Útok, Valašská liga, Krátky Proces, Zášť 88 a Diktátor (později Excalibur). Pouze nejstarším skupinám Orlíku a Braníku se podařilo proniknout na ofiSiální desky, ostatní kapely vydávaly hudbu neoficiálně. Hudebně byl Braník jednodušší než Orlík, ale disponoval tvrdšími texty, v roce 1991 byl Braník jako jediná kapela v porevoluční historii zakázán, a to vzhledem k podněcování k národnostní a rasové nenávisti. V roce 1995 byli členové Braníku podmínečně odsouzeni k odnětí svobody na osm měsíců. Poté došlo k velkému útlumu skinheadské subkultury, včetně hudby. Mezi výjimky patří skupina Orlík, anebo antirasistické skinheadské kapely jako the Protest, Last Strike nebo the Chancers.

## Proudy ve skinheadské subkultuře
Do dnešní doby došlo k rozštěpení skinheadské subkultury na několik proudů:
- Původní skinheads – skupina vyznávající určitý druh hudby (Převážně Ska a Reggae dále i třeba Oi! , Punk nebo Hardcore), životního stylu a ortodoxně odmítající myšlenky rasismu a nacismu. Původní skinheads jsou nepolitičtí.
- SHARP (Skinheads Against Racial Prejudice) – Ostře vystupují proti projevům rasismu a xenofobii. Uznávají myšlenku Punks and Skins united! Odpočátku jejich vzniku byli v rámci SHARP dva proudy – apolitický – striktně protirasisitický a politický. Dokazuje to například píseň „Revolution Now“ od první SHARP kapely na světě The Press. První SHARP kapela v Evropě The Opressed věnovala píseň „The Afa Song“ anarchistické antifašistické skupině Antifascist Action.
- RASH (Red and Anarchist Skinheads) – vznikli v USA roku 1992 jako protipól neonacistickým skinheadům. Jsou striktně anti-fašističtí a anti-rasističtí. Jedná se o stoupence levice – převážně anarchismu a komunismu. Jejich heslem je Svoboda, rovnost, solidarita. Přestože některé zahraniční RASH skupiny oslavují bolševismus a jeho vůdčí osobnosti, čeští RASH se od minulého režimu distancují. V některých místech levicově orientovaní skinheadi upouští od spojení RASH a nazývají se buďto anarchoskinheady (důvodem je právě využívání označení RASH jako zástěrky pro propagaci bolševismu) nebo redskiny (i redskini často odmítají bolševismus a jsou stoupenci libertinského komunismu). Slovo red je někde chápáno čistě jako anti-fašistický.[zdroj?]
- White Power Skinheads – příslušníci krajní pravice, kteří se odštěpili z původních skinheads a zcela obrátili prvotní myšlenky. Jedná se o vysoce politicky aktivní skupinu, která hlásá rasovou nesnášenlivost, myšlenky nacismu a netoleranci. Jedním z jejich idolů je kupříkladu Rudolf Hess.
- Kališníci – jsou typicky českou odnoží skinheads, k níž se na počátku 90. let 20. století hlásilo více než 5000 členů. Odkaz byl jednoduchý: „nemáme rádi to, co není české“, takže úhlavními nepřáteli byli Cikáni, Vietnamci, komunisté a (neo)nacisté.[2] Protože počátky této subkultury sahají do dob bolševismu, bývali tehdy velice často spojováni s punkery, s příchodem sametové revoluce docházelo postupně ke stále větším rozkolům mezi punkery a skinheady. Hudbu českých skinheads reprezentovaly kapely Orlík, Hubert Macháně či Tři sestry, později např. také Patria. Kališníci byli víceméně apolitičtí, chtěli se "bavit", zásadní vliv v popkultuře hrálo požívání alkoholu, typicky piva. Tato etapa vyvoje české kultury skinheads měla jepičí život, mnoho kališníků se stalo WP skiny, Oi! skiny, punkery (např. Lou Fanánek Hagen), či přestalo být skiny úplně. K původním kališníkům má politicky nejblíže Národní strana, Dělnická strana a na ně navazující odnože.

Příslušníci původních antirasistických proudů skinheads dodnes místy vystupují proti neonacistům, kteří z jejich subkultury vzešli, snaží se šířit osvětu ve společnosti, aby nebyl každý příslušník této subkultury pokládán za neonacistu. Toto spojení je ale v českém politickém prostředí vlivem mnoha kriminálních případů i politických kauz výrazně zakořeněno.